# سیاه‌پره (دامغان)
سیاه‌پره، روستایی است از توابع بخش مرکزی شهرستان دامغان در استان سمنان ایران. در چند کیلومتری روستاهای سیاه‌پره و اگره جای دارد.

## جمعیت
این روستا از  توابع دهستان رودبار است و بر پایهٔ سرشماری ۱۳۸۵ ، شمار باشندگانش ۳۹ نفر (۱۳ خانوار) بوده‌است.

## بن‌مایه
1. ↑  «دیدار نماینده و تنی جند از مسئولین دامغان از روستاهای سیاه پره ، سرخده، اگره». وب‌سایت شخصی دکتر عبدالرحن رستمیان. بایگانی‌شده از اصلی در ۱۴ ژوئیه ۲۰۱۴. دریافت‌شده در ۵ ژوئیه ۲۰۱۴.